# 千葉県道409号佐原我孫子自転車道線

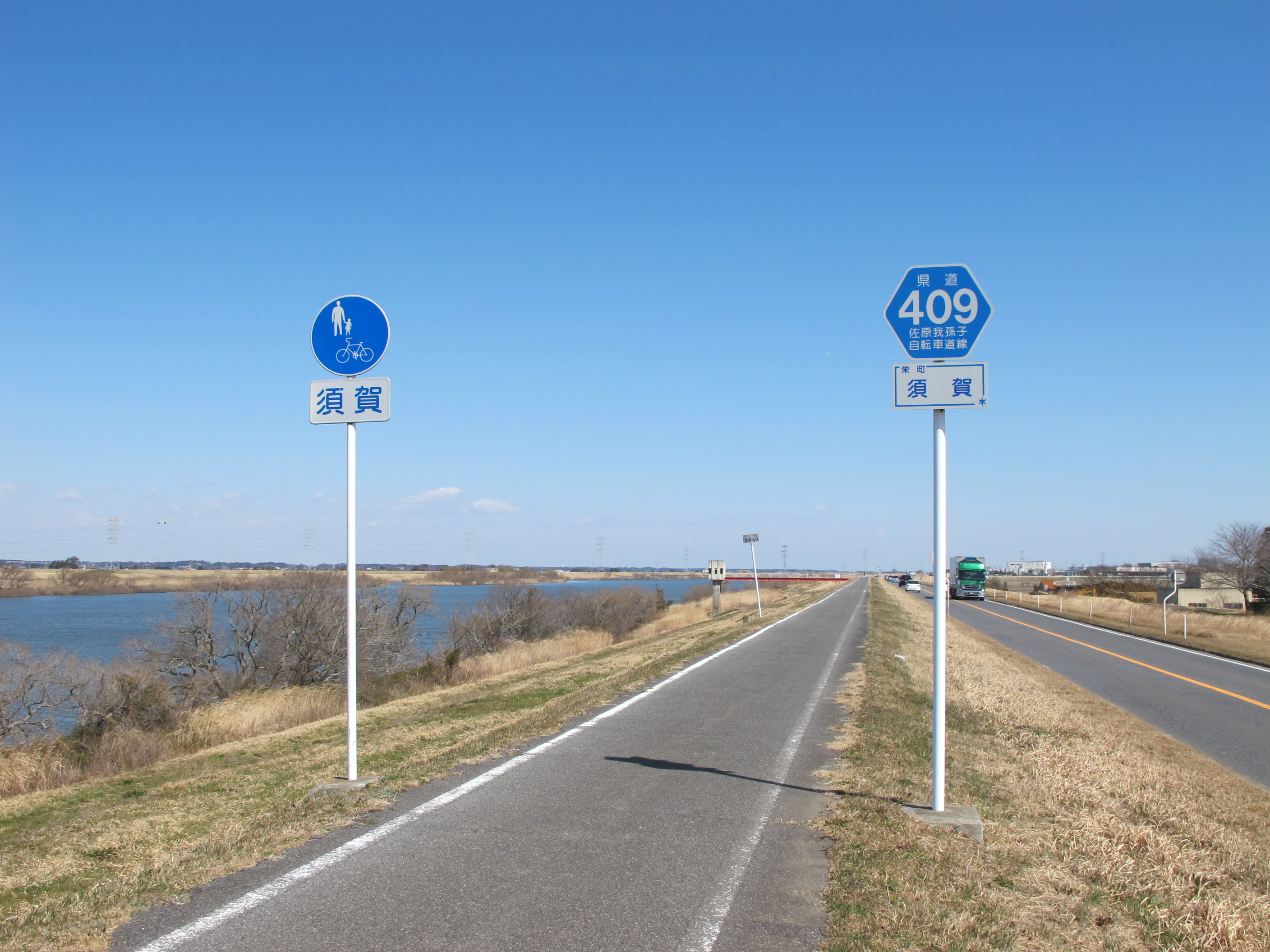
千葉県道409号佐原我孫子自転車道線
印旛郡栄町須賀（2014年3月）

千葉県道409号佐原我孫子自転車道線（ちばけんどう409ごう さわらあびこじてんしゃどうせん）は、千葉県香取市から我孫子市に至る一般県道として認定された自転車道である。通称大利根自転車道（おおとねじてんしゃどう）。利根川の右岸（南岸）に沿っている。全線にわたって国道356号と並行している。

## 路線データ
- 起点：香取市佐原ロ（水郷大橋南詰、国道51号交点）
- 終点：我孫子市布佐（栄橋南詰、茨城県道4号千葉竜ヶ崎線交点）
- 総延長：*.* km（香取土木事務所管内：11.300 km[1]、成田土木事務所管内：9.800 km[2]、印旛土木事務所管内：*.* km、柏土木事務所管内：- km）
- 実延長：*.* km（香取土木事務所管内：*.* km[1]、成田土木事務所管内：0.0 km[2]、印旛土木事務所管内：*.* km、柏土木事務所管内：- km[3]）

## 通過する自治体
- 千葉県
  - 香取市 - 香取郡神崎町 - 成田市 - 印旛郡栄町 - 印西市 - 我孫子市

## 交差・接続する道路
- 国道51号 - 香取市佐原ロ（水郷大橋南詰、起点）
- 千葉県道107号江戸崎神崎線 - 香取郡神崎町神崎本宿（神崎大橋南詰）
- 千葉県道103号江戸崎下総線 - 成田市高岡（常総大橋南詰）
- 国道408号 - 成田市竜台（長豊橋南詰）
- 千葉県道68号美浦栄線 - 印旛郡栄町北（若草大橋南詰）
- 茨城県道4号千葉竜ヶ崎線 - 我孫子市布佐（栄橋南詰、終点）